# Prismatopus albanyensis
Prismatopus albanyensis is een krabbensoort uit de familie van de Majidae. De wetenschappelijke naam van de soort is voor het eerst geldig gepubliceerd in 1933 door Ward.